# Vorone, Pokrovske
Vorone (în ucraineană Вороне) este un sat în comuna Velîkomîhailivka din raionul Pokrovske, regiunea Dnipropetrovsk, Ucraina.

## Demografie
Componența lingvistică a localității Vorone
     Ucraineană (96,36%)
     Rusă (3,64%)
Conform recensământului din 2001, majoritatea populației localității Vorone era vorbitoare de ucraineană (96,36%), existând în minoritate și vorbitori de rusă (3,64%).